# ASSI Brindisi 1973-1974
L'ASSI Brindisi 1973-1974, prende parte al campionato italiano di Serie C, girone C a 12 squadre. Chiude la stagione regolare al decimo posto posto con 9V e 13P, con 1349 punti fatti e 1389 punti subiti.

## Roster
| ASSI Brindisi 1973/1974 | ASSI Brindisi 1973/1974 |
| Giocatori               | Staff tecnico           |
| ----------------------- | ----------------------- |

| N. | Naz.              | Ruolo | Nome                | Anno | Alt.   | Peso |  |
| -- | ----------------- | ----- | ------------------- | ---- | ------ | ---- |  |
|    | Italia (bandiera) |       | Gemma               |      |        |      |  |
|    | Italia (bandiera) | PG    | Francesco Cozzoli   | 1947 | 180 cm |      |  |
|    | Italia (bandiera) | G     | Vincenzo Coppolino  | 1957 | 180 cm |      |  |
|    | Italia (bandiera) | G     | Bruno Bonatesta     | 1953 | 180 cm |      |  |
|    | Italia (bandiera) | A     | Gianfranco Colucci  | 1952 | 192 cm |      |  |
|    | Italia (bandiera) | A     | Elio Maghelli       | 1946 | 188 cm |      |  |
|    | Italia (bandiera) | PG    | Renato Poddi        | 1952 | 181 cm |      |  |
|    | Italia (bandiera) |       | Cosimo Romanelli    | 1957 |        |      |  |
|    | Italia (bandiera) | G     | Giuseppe Giordano   | 1957 | 186 cm |      |  |
|    | Italia (bandiera) | A     | Roberto Perugino () | 1941 | 185 cm |      |  |
|    | Italia (bandiera) | A     | Vincenzo Giuri      | 144  | 185 cm |      |  |
|    | Italia (bandiera) | AC    | Roberto Milo        | 1952 | 192 cm |      |  |
|    | Italia (bandiera) | PG    | Paolo Tagliamento   | 1954 | 182 cm |      |  |

| Allenatore                           |
| - Francesco Altomare, Antonio Errico |
| Assistente/i                         |
| - Nessuno Legenda - (C) Capitano     |

## Risultati
| Arbitri: | Aurora (Taranto) Bianchi (Taranto) |

|                       |       |                              |
| Lomoro 22, Gentile 16 | Punti | Milo 18, Cozzoli 11, Poddi 9 |

| Arbitri: | La Gioia (Taranto) Chimienti (Taranto) |

|                               |       |                                   |
| Milo 19, Cozzoli 15, Poddi 10 | Punti | Corbo 13, Tizzano 12, Campinoti 8 |

| Arbitri: | Pontrelli (Bari) Baldassarre (Monopoli) |

|                        |       |                                |
| Lamalfa 28, Laterza 16 | Punti | Poddi 12, Milo 11, Maghelli 10 |

| Arbitri: | Nicoletti (Matera) Serra (Matera) |

|                                   |       |                                    |
| Milo 18, Giuri 17, Tagliamento 10 | Punti | Marilungo 16, Venanzi 10, Fileni 8 |

| Arbitri: | Scalcione (Matera) Padula (Matera) |

|                                  |       |                        |
| Milo 20, Cozzoli 17, Maghelli 12 | Punti | Ambrosi 25, Serrano 19 |

| Osimo 9 dicembre 1973 6ª giornata | Robur Osimo | 54 – 39 | Assi Brindisi |  |

| Arbitri: | Califano (Avellino) Piloni (Avellino) |

|                               |       |                                       |
| Cozzoli 37, Poddi 12, Milo 10 | Punti | Carini 25, Silvestrini 16, Severini 9 |

| Ancona 23 dicembre 1973 8ª giornata | Stamura Ancona | 63 – 59 | Assi Brindisi |  |

| Arbitri: | Marcelli (Roma) Nappi (Roma) |

|                                     |       |                                 |
| La Manna 22, Giangaspro 20, Jaci 14 | Punti | Cozzoli 15, Colucci 12, Giuri 9 |

| Arbitri: | Lombardo (Cosenza) Strano (Cosenza) |

|                                       |       |                                    |
| Cozzoli 19, Tagliamento 18, Colucci 9 | Punti | Reali 21, Riccomini 15, Lucioni 11 |

| Arbitri: | Briziarelli (Perugia) Ragonese (Perugia) |

|                                        |       |                                  |
| Di Nicola 22, Tulli 14, Baldassarre 14 | Punti | Maghelli 23, Milo 15, Colucci 10 |

| Arbitri: | Bellisari (Roseto) Negri (Napoli) |

|                         |       |                                  |
| Milo 23, Tagliamento 16 | Punti | Lomoro 17, Gentile 16, Sorino 12 |

| Arbitri: | Gemelli (Messina) Simonelli (Ragusa) |

|                                |       |                                  |
| Russo 25, Tizzano 24, Corbo 10 | Punti | Cozzoli 19, Maghelli 14, Milo 13 |

| Arbitri: | Sarra (Matera) Nicoletti (Matera) |

|                     |       |                                         |
| Cozzoli 21, Milo 14 | Punti | Laterza 23, Tamborrino G. 13, Di Noi 11 |

| Arbitri: | D'Urso (Pescara) Jannacoli (Pescara) |

|                                   |       |                                       |
| Venanzi 18, Marungo 13, Fileni 12 | Punti | Colucci 23, Bonatesta 19, Maghelli 14 |

| Bari 24 febbraio 1974 16ª giornata | CUS Bari | 60 – 53 | Assi Brindisi |  |

| Arbitri: | Gianconi (Caserta) Califano (Avellino) |

|                                 |       |                        |
| Milo 20, Bonatesta 8, Colucci 8 | Punti | Gonelli 20, Montali 18 |

| Arbitri: | Mariani (Porto San Giorgio) Principi (Porto Sant'Elpidio) |

|                                        |       |                     |
| Silvestrini 27, Carini 10, Tortoioli 9 | Punti | Bonatesta 9, Milo 9 |

| Arbitri: | Della Corte (Napoli) Grotti (Pineto) |

|                                  |       |                                        |
| Romanelli 12, Poddi 11, Giuri 10 | Punti | Corallina 24, Giampieri 15, Gambini 10 |

| Arbitri: | Parisi (Roma) Pirone (Avellino) |

|                                |       |                         |
| Milo 20, Romanelli 15, Giuri 8 | Punti | Magi 20, Giancaspero 13 |

| Arbitri: | Duri (Bologna) Muffoni (Cesena) |

|                              |       |                                   |
| Rossi 26, Reali 12, Zotti 10 | Punti | Bonatesta 12, Giuri 9, Maghelli 9 |

| Arbitri: | Lombardo (Cosenza) Lughi (Maddaloni) |

|                                   |       |                          |
| Milo 27, Maghelli 17, Romanelli 8 | Punti | Baldassarre 10, Stuard 9 |

## Fonti
La Gazzetta del Mezzogiorno edizione 1973-74